# غويلرمو موراي
غويلرمو موراي (بالإسبانية: Guillermo Murray)‏ هو ممثل أرجنتيني، ولد في 15 يونيو 1927 في الأرجنتين.

## وصلات خارجية
- غويلرمو موراي على موقع IMDb (الإنجليزية)
- غويلرمو موراي على موقع ألو سيني (الفرنسية)
- غويلرمو موراي على موقع أول موفي (الإنجليزية)
- غويلرمو موراي على موقع قاعدة بيانات الفيلم (الإنجليزية)
- غويلرمو موراي على موقع كينوبويسك (الروسية)